# Frank Leinen
Frank Leinen (* 16. Februar 1959 in Merzig) ist ein deutscher Romanist.

## Leben
Er erwarb das erste Staatsexamen für das Lehramt an Gymnasien 1986, danach an der Universität Trier die Promotion 1990 und die Habilitation 1998. Seit 1999 lehrt er als Professor für Romanistische Literaturwissenschaft an der Heinrich-Heine-Universität Düsseldorf.
Seine Forschungsfelder sind die Literatur des 19. und 20. Jahrhunderts, der Film, grafische Erzählungen, Bandes dessinées sowie Aspekte der interkulturellen Hermeneutik, der Imagologie, des Postkolonialismus und des intermedialen Experiments.
Leinen ist Mitherausgeber der Onlinezeitschrift IMex. México Interdisciplinario / Interdisciplinary Mexico, Mitbegründer des Interdisziplinären Comicforschungs-Netzwerkes (icon) der Heinrich-Heine-Universität Düsseldorf sowie Mitbegründer des interuniversitären Forschungsnetzwerks „Comicforschung am Rhein“ der Universitäten Bonn, Duisburg-Essen, Düsseldorf und Köln.

## Schriften (Auswahl)
- Flaubert und der Gemeinplatz. Erscheinungsformen der Stereotypie im Werk Gustave Flauberts. Frankfurt am Main 1990, ISBN 3-631-43218-6.
- Visionen eines neuen Mexiko. Das aus dem „Ateneo de la Juventud“ hervorgegangene Kulturmodell im Kontext der mexikanischen Selbstsuche. Eine identitätstheoretische Analyse. Frankfurt am Main 2000, ISBN 3-89354-885-8.
- (Hg.): Literarische Begegnungen. Romanistische Studien zur kulturellen Identität, Differenz und Alterität. Festschrift für Karl Hölz zum 60. Geburtstag. Berlin 2002, ISBN 3-503-06140-1.
- (Hg. mit Guido Rings): Bilderwelten – Textwelten – Comicwelten. Romanistische Begegnungen mit der Neunten Kunst. München 2007, ISBN 978-3-89975-099-7.
- (Hg. mit Elmar Schafroth): Kitsch?! Interdisziplinäre Annäherungen an ein unterschätztes Phänomen. Düsseldorf 2015, ISBN 978-3-95758-003-0.
- (Hg.): Vélomanie. Facetten des Radsports zwischen Mythos und Ökonomie. Bielefeld 2019, ISBN 3-8376-4300-X.